# NiCole Robinson
Pour les articles homonymes, voir Robinson.
NiCole Robinson, née le 12 avril 1972 à Burley, dans l'Idaho, est une actrice américaine. Elle est principalement connue pour avoir tenu le rôle de Margaret Hooper, l'assistante de Leo McGarry dans la série télévisée À la Maison-Blanche.

## Filmographie

### À la télévision
- 1999–2006 : À la Maison-Blanche (The West Wing) (série TV) : Margaret Hooper
- 1999 : Friends - épisode : The One with the Cop  (série TV) : La femme qui fume